# ویلیام فیلیپس (نظامی)
ویلیام فیلیپس (انگلیسی: William Phillips; ۱۷۳۱ – 13 may ۱۷۸۱ (۴۹−۵۰ سال)) فرد نظامی اهل پادشاهی بریتانیای کبیر بود.